# Joseph Hillebrand
Heinrich Joseph Hillebrand (* 24. August 1788 in Groß Düngen (bei Hildesheim); † 25. Januar 1871 in Bad Soden am Taunus) war ein deutscher Philosoph, Schriftsteller, Literaturhistoriker und Politiker im Großherzogtum Hessen.

## Biografie
Joseph Hillebrand war nach seinem Studium 1812 bis 1815 Lehrer am Gymnasium Josephinum Hildesheim, trat 1816 zum evangelischen Glauben über und war kurzzeitig Hofmeister in Belgien. Im November 1817 erfolgte seine Ernennung als außerordentlicher Professor an der Universität Heidelberg, am 8. Februar 1818 die Promotion zum Dr. phil. bei Georg Wilhelm Friedrich Hegel, dessen Nachfolger in Heidelberg er kurzzeitig war. 1818 wurde er Badischer Hofrat und Direktor eines Gymnasiums in Gießen sowie ordentlicher Professor der Philosophie an der dortigen Universität. Später war er Dekan seiner Fakultät. 1850 verlor er als liberaler Politiker seine Professur.
Er publizierte neben historischen Romanen und Erzählungen vor allem philosophische und literarische Schriften.
Joseph Hillebrand ist Vater des Rechtswissenschaftlers Julius Hubert Hillebrand und des Essayisten Karl Hillebrand.

## Politik
Joseph Hillebrand wurde 1847 für den Wahlbezirk Stadt Gießen in die zweite Kammer der Landstände des Großherzogtums Hessen gewählt und war in der Kammer ab 1847 Präsident. 1848 war er Mitglied des Vorparlaments. Nach der Märzrevolution war er ab 1849 für zwei Landtagssessionen für den Wahlbezirk Oberhessen 14/Friedberg. In der folgenden Wahlperiode von 1851 bis 1956 vertrat er den Wahlbezirk Rheinhessen 2/Stadt Mainz im Parlament. 1862 bis 1865 war er erneut (diesmal für den Wahlbezirk der Stadt Offenbach) Mitglied der zweiten Kammer. Er vertrat im Landtag deutliche liberale Positionen.

## Veröffentlichungen
- als Herausgeber: Germanikus. 2 Bände. Franz Varrentrapp, Frankfurt am Main 1817.
- Über die Einheit der Zeit und den Zusammenhang der Ereignisse in derselben. Eine Rede. Schwan- und Götzische Buchhandlung, Heidelberg 1817.
- Propädeutik der Philosophie. 2 Bände (Bd. 1: Encyklopädie der Philosophie. Bd. 2: Geschichte und Methodologie der Philosophie.). Groos, Heidelberg 1819.
- Grundriss der Logik und philosophischen Vorkenntnislehre zum Gebrauch bei Vorlesungen. Groos, Heidelberg 1820, Digitalisat.
- Die Anthropologie als Wissenschaft. Theil 1–3. Kupferberg, Mainz 1822–1823;
  - Theil 1: Allgemeine Naturlehre des Menschen. 1822, Digitalisat;
  - Theil 2: Allgemeine Naturlehre des Menschen. 1823, Digitalisat;
  - Theil 3: Pragmatische Anthropologie, oder anthropologische Kulturlehre. 1823, Digitalisat.
- Philosophie des Geistes oder Encyclopädie der gesammten Geisteslehre. Abtheilung 1–2. Oswald, Heidelberg 1835–1836;
  - Abtheilung  1: Ontologische und psychologische Betrachtung des Geistes. 1835, Digitalisat;
  - Abtheilung  2: Pragmatologie des Geistes, Philosophie der Geschichte und spekulative Theologie. 1836, Digitalisat.
- Die deutsche Nationalliteratur seit dem Anfange des achtzehnten Jahrhunderts, besonders seit Lessing, bis auf die Gegenwart, historisch und ästhetisch-kritisch dargestellt. Theil 1–3. Perthes, Hamburg u. a. 1845–1846, Digitalisat Theil 1, Digitalisat Theil 2, Digitalisat Theil 3.